# Овезов, Овез
Овез Овезов (туркм. Öwez Öwezow; род. 11 июня 1997) — туркменский тяжелоатлет, выступающий в весовой категории до 109 килограммов. Участник летних Олимпийских игр 2020 года в Токио.

## Биография
Овез Овезов родился 11 июня 1997 года.

## Карьера
На чемпионате мира 2013 года среди молодёжи Овезов выступал в весовой категории до 85 килограммов. Подняв 117 килограммов в рывке и 150 кг в толчке, туркменский спортсмен стал шестнадцатым. В том же году он завоевал серебро на молодёжном чемпионате Азии, улучшив на три килограмма свой личный рекорд. На Азиатских молодёжных играх с результатом 262 кг стал пятым.
В 2018 году на международном Кубке Катара выступил в категории до 109 килограммов, подняв в рывке 158 килограммов и в толчке 193 кг. Его суммы в 351 кг хватило для того, чтобы стать восьмым.
На чемпионате Азии 2019 года Овезов улучшил свой рекорд до 374 килограммов (167 + 207), заняв девятое место. В том же году на чемпионате мира в Паттайе туркменский тяжелоатлет стал 21-м, подняв в сумме двух упражнений 368 кг (165 + 203).
На турнире имени Наима Сулейманоглу Овезов стал седьмым с результатом 350 кг (160 + 190), а на Кубке мира того же года — пятым с суммой 365 кг.
В 2021 году Овез Овезов стал седьмым на перенесённом чемпионате Азии 2020 года, показав лучший результат в карьере — 380 кг (175 + 205). Этот турнир являлся квалификационным к Олимпийским играм в Токио, и Овезов сумел в итоге завоевать олимпийскую путёвку.